# Poljot
La marque Poljot (en russe Полёт, le vol) est une des marques de l'Usine Horlogère Moscovite numéro 1 (en russe Первый Московский Часовой Завод ou 1MChZ) située à Moscou.
La marque Poljot apparaît à partir de 1964.
l'Usine Horlogère Moscovite numéro 1 ne produit plus depuis 2010. La marque Poljot disparaît à cette même date, le propriétaire Sergueï Pougatchev s’étant enfui à Londres à la suite de détournements de fonds,.

## Historique

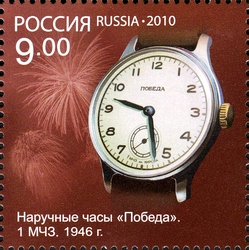
Timbre russe à l'effigie d'une montre Pobeda de 1946.

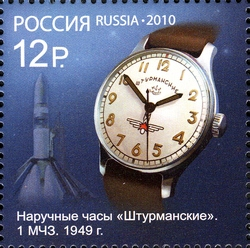
Timbre russe à effigie d'une montre Sturmanskie de 1949.

À travers sa société Amtorg, le gouvernement de l'URSS importe en 1929 les machines de deux sociétés américaines en faillite, la Ansonia Clock Company of Brooklyn (New York) et la Dueber-Hampden Watch Company (à Canton, Ohio).  Une vingtaine de techniciens furent du voyage pour démarrer la production, ainsi les tout  premiers mouvements produits ont été estampillés Dueber-Hampden, Canton, Ohio, USA, une curiosité pour les collectionneurs.
En 1936 après le meurtre de Sergueï Kirov, la société prend le nom de Usine horlogère moscovite numéro 1 Kirov.
À partir de 1946, l'usine  produit les très populaires montres Pobeda, à mouvement K-26 dérivé du calibre R26 français de la société Lip, pour célébrer la victoire de la Seconde Guerre mondiale. 
À partir de 1959, la firme fut autorisée à exporter, notamment au Royaume-Uni sous la marque Sekonda.
Le 12 avril 1961, Youri Gagarine devient le premier homme dans l'espace et porte alors une montre Sturmanskie (Navigateur).
En 1961 est également commercialisé la Vimpel (Вымпел), modèle extra-plat renommé à partir de 1964 en “Poljot de Luxe”, puis repris ensuite sous diverses marques et dénominations.
Dans les années 2000, la société a été rachetée par l'homme d'affaires russe Sergueï Pougatchev, devenant une des sociétés de son nouveau pôle luxe avec l'épicerie fine Hédiard et la chaîne de télévision Luxe.TV.
Depuis les années 1960 et aujourd'hui encore, les montres Poljot restent une référence en termes de montre mécanique. Elles ont été exportées dans tous les pays d’influence communiste et sont alors considérées parmi les plus durables et résistantes au monde, une fiabilité qui amènera la marque à s'exporter dans le reste monde dès 1964 sous le nom Poljot.

## Mouvements

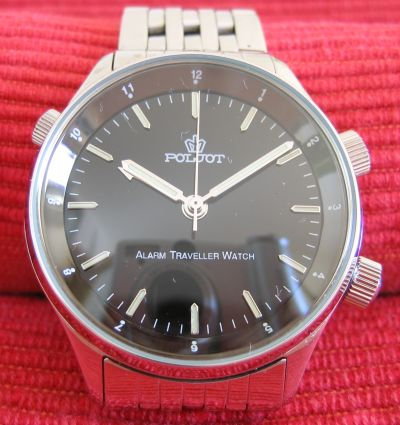
Poljot Alarme animée par le calibre 2612, mouvement à remontage manuel à dispositif de réveil.

Mouvements (ou calibres en termes d'horlogerie) utilisés :
- le calibre 2200, manuel, 17 rubis (sans secondes, ayant équipé durant les années 1960 la montre la plus plate produite par l'industrie horlogère russe, et l'une des plus plates au monde), monté seulement dans des boitiers en or massif,
- le calibre 2209, manuel, 23 rubis (calibre pour montres ultra-plates d'abord nommées “Vympel”, puis principalement commercialisées ensuite sous l'appellation “Poljot de Luxe” durant les années 60 et début 70, mais également sous les marques Luch, Sekonda / Sekonda de luxe, Cornavin / Cornavin de luxe, Corsar, etc. selon les marchés visés, principalement dans les années 70 et jusqu'à la chute de l'URSS chez Luch). Ce calibre fut également produit ensuite par la Fabrique Horlogère Minskoise, d'abord simultanément à la production de l'Usine Horlogère Moscovite numéro 1 puis exclusivement dans cette dernière usine à partir des années 70,
- le calibre 2408, manuel, 16 rubis,
- le calibre 2409, manuel, 17 rubis,
- le calibre 2409A, manuel, 21 rubis,
- le calibre 2414, manuel avec dateur, 17 rubis (l'un des premiers calibres commercialisés sous l'appellation Poljot),
- le calibre 2415, automatique, 22 rubis (premier mouvement automatique russe, d'abord commercialisé sous l'appellation Rodina),
- le calibre 2415, automatique, 29 rubis (utilisé notamment sur montres ultra-plates “Poljot de Luxe” automatiques, d'abord sous l'appellation Orbita),
- le calibre 2416, automatique avec dateur, 29 rubis (d'abord utilisé sur montres automatiques ultra-plates “Cosmos” avec aiguille dateuse puis sous l'appellation “Poljot de Luxe”, notamment, avec date plus classiquement présentée en guichet),
- le calibre 2450, quartz,
- le calibre 2609, manuel, 17 rubis,
- le calibre 2609H, manuel, 17 rubis,
- le calibre 2612, quartz, avec date.
- le calibre 2612, manuel (type “Signal” : avec dispositif de réveil),
- le calibre 2612.1, manuel, 18 rubis (type “Signal” : avec dispositif de réveil),
- le calibre 2614, manuel,
- le calibre 2614.2H, manuel, 17 rubis,
- le calibre 2616, automatique, dateur à 3 h, 23 rubis,
- le calibre 2616, automatique, dateur à 3 h, 30 rubis (également monté dans des montres de plongée),
- le calibre 2616.2H, automatique, dateur à 3 h, 23 rubis (également monté dans des montres de plongée),
- le calibre 2616 iH, automatique, dateur à 3 h, 30 rubis,
- le calibre 2614, manuel, 17 rubis, autonomie de 42 h,
- le calibre 2614.2H, manuel, 17 rubis,
- le calibre 2623, manuel, 17 rubis, années 1960, (2623-h pour cadran 24 heures),
- le calibre 2624, automatique, d'origine suisse ETA, date à 3 h, (2624-2 avec date à 6 h),
- le calibre 2627H, automatique avec dateur à 3 h, 23 rubis,
- le calibre 2628,
- le calibre 2628H, manuel, dateur à 3 h, 17 rubis,
- le calibre 2634, manuel, 17 rubis (mouvement Sportivnie),
- le célèbre 2824, automatique, d'origine suisse ETA,
- le calibre 3017, chronographe manuel, copié sur le Vénus suisse des années 1950, avec seulement 19 rubis (chronographe à usage militaire commercialisé sous la marque Strela dans un premier temps, puis Poljot et enfin Sekonda. Commercialisation pour le grand public dans les années 1960),
- le calibre SU3105, d'origine russe Molnija, manuel, 18 rubis, 18 000 oscillations,
- le calibre 3133[4], chronographe manuel, 23 rubis pour 21 600 oscillations, date à 4-5 heure. Contrairement aux idées reçues le 3133 n'est pas un clone du calibre 7733-7734 Valjoux mais une reprise améliorée de ce calibre[5] produite depuis la fin de la première moitié des années 70 sur des machines rachetées aux Suisses alors que le quartz détrônait à grande échelle le mouvement mécanique et que Valjoux mis sur le marché son calibre automatique 7750 en 1974[6],
- le calibre 31659, variation sur 3133, manuel (Shturmanskie),
- le calibre 31679, variation sur 3133, manuel, avec phase lune,
- le calibre 31681, variation sur 3133, manuel, avec cadran 24 h,
- le calibre 31682, variation sur 3133, manuel, 25 rubis, petite heure à 6 h, 21 600 oscillations, compteur 24 h à 6 h,
- le calibre 53303, montre de marine, 22 rubis, balancier compensé, 53 mm diamètre.

## Autres dénominations célèbres produites par l'Usine Horlogère Moscovite numéro 1
- "Buran" (tempête).

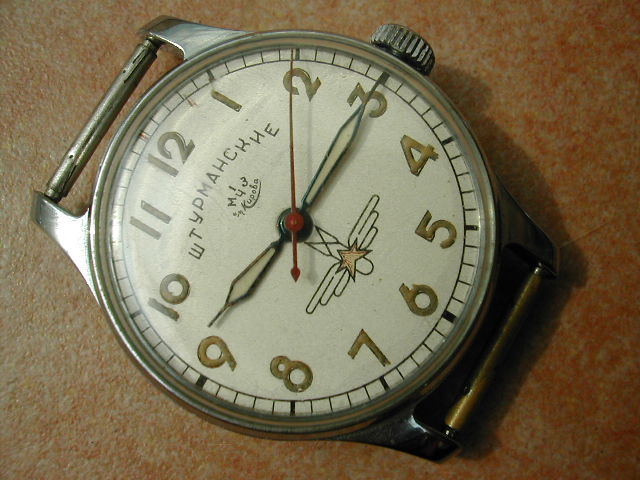
Montre "Sturmanskie", 17 rubis, produite de 1954 à 1960 environ, et du même modèle que celui porté par Youri Gagarine lorsqu'il fut le premier homme dans l'espace.

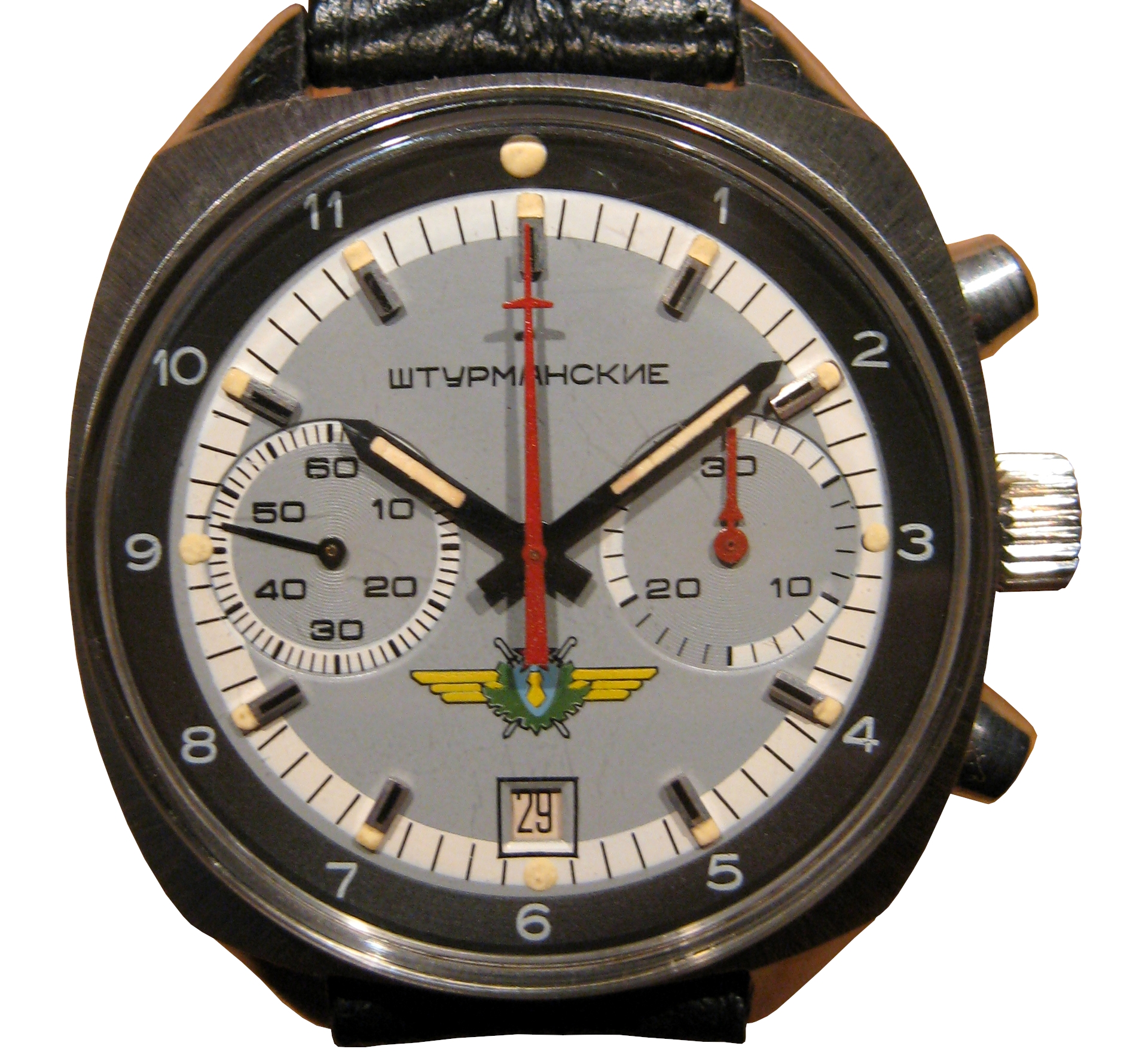
Chronographe "Sturmanskie", calibre 31659 (circa 1992).

- "Sekonda" (seconde) : pour le marché britannique, différents modèles de différentes usines soviétiques ont été produits sous cette marque.
- "Moskva" (Moscou).
- "Океан" (océan) : chronographes, d'abord en dotation militaire puis commercialisés plus largement dans le courant des années 80[8].
- "Pobeda" (victoire), depuis 1945
- "Rodina" (patrie) : première montre automatique de l'usine, sans dateur.
- "Strela" (flèche) : chronographes de dotation militaire, calibre 3017, commercialisés plus tard sous les marques Sekonda, Poljot et Titan
- "Штурманские" / "Sturmanskie" (navigation) : trois modèles ont porté ce nom. Tout d'abord deux modèles militaires assez proches, embarquant un mouvement dérivé du mouvement K26 de la Pobeda, l'un à 15 rubis, produit de 1949 à 1953 environ, puis un modèle presque identique, à 17 rubis, produit de 1954 à 1960 environ. Ces modèles furent exclusivement des dotations militaires (Forces aériennes soviétiques) et ne furent jamais commercialisés (y compris dans les magasins de l'armée) : l'un de ces modèles était porté par Youri Gagarine lorsqu'il fut le premier homme à aller dans l'espace. Cette dénomination fut ensuite donnée à des chronographes à calibre 3133 puis 31659 (dans la deuxième moitié des années 80), produits à partir de la deuxième moitié des années 70, d'abord distribués en dotation militaire puis commercialisés plus largement à partir de la fin des années 80, début 90.
- "Вымпел" / "Vympel" (Pennon / étendard) : montres ultra-plates équipées du calibre 2209.

## Autres marques russes célèbres
- Luch (rayon).
- Raketa (fusée), depuis 1961, produite par l'Usine de montres de Petrodvorets.
- Slava (gloire), produite par la Seconde Fabrique Horlogère Moscovite.
- Vostok (Est), depuis 1963, produite par l'Usine de montres de Chistopol.

### Source
- International Watch magazine, novembre 2006, pg. 202